# Moneses Apaúnio
Moneses (em armênio: Մանեճ; romaniz.: Manēč; em latim: Monaeses; em grego: Μοναίσης; romaniz.: Monaíses) foi um nobre armênio do século V da família Apaúnio, ativo no reinado do xainxá Isdigerdes II (r. 438–457).

## Nome
Moneses é a forma latina e grega do persa médio Manez (Manēz), que por sua vez derivou do iraniano antigo Manaicha (*Man-aiča-; de *manah-, "mente"). Foi registrado em elamita como Maneza (Manezza) e em armênio como Maneche (Մանեճ, Manēč).

## Contexto

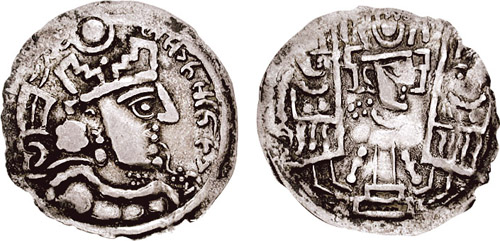
Dracma de r.

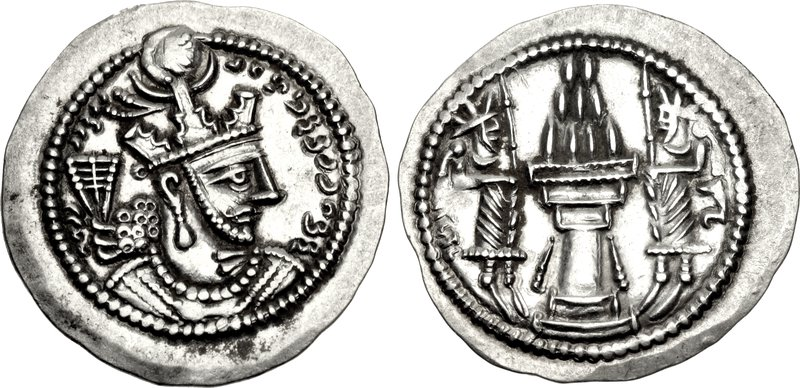
Dracma de r.

Em 428, os nacarares da Armênia peticionaram ao xainxá Vararanes V (r. 420–438) para que destronasse o rei Artaxias IV (r. 422–428) e abolisse a dinastia arsácida. Para governar o país, Vemir-Sapor foi nomeado como marzobã e e Vaanes II foi designado à tenência real. Vemir-Sapor morreu em 442, após uma administração considerada justa e liberal, na qual conseguiu manter a ordem sem ferir o sentimento nacional de frente. Vasaces I substituiu-o como marzobã. Vararanes permitiu a manutenção do cristianismo, enquanto procurava acabar com a influência do Império Bizantino sobre a Igreja da Armênia ao anexá-la à Igreja do Oriente. Contudo, seu filho e sucessor, Isdigerdes II (r. 438–457), era um pietista masdeísta e se comprometeu a impor o masdeísmo na Armênia.

## Vida
A parentela de Moneses é desconhecida, salvo que pertencia à família Apaúnio. De acordo com Lázaro de Farpe, esteve presente no Concílio de Artaxata convocado pelo chefe da Igreja Apostólica Armênia, o católico José I, o marzobã Vasaces Siuni, o asparapetes Vardanes II e o vitaxa da Marca da Ibéria Axuxa II. A intenção do encontro, ocorrido em 450 segundo Nicholas Adontz, era responder ao edito enviado por Mir-Narses, em nome de Isdigerdes, que exigia que a nobreza se convertesse ao zoroastrismo. Depois, foi um dos nobres que foram à corte de Ctesifonte para falar com Isdigerdes II e confirmar sua lealdade. Na revolta conduzida por Vardanes II Mamicônio contra o xá, Moneses ficou ao lado de Vasaces I, que era pró-persa.